# Bulbophyllum taeter
Bulbophyllum taeter là một loài phong lan thuộc chi Bulbophyllum.